# Бизнес-брокер
Бизнес-брокер (от англ. business broker) — юридическое или физическое лицо, посредник между продавцом и покупателем готового бизнеса, агент сделок слияния и поглощения бизнеса. Бизнес-брокер выступает медиатором в отношениях двух сторон, работает в интересах процесса сделки. В России, как правило, функции бизнес брокера следующие: поиск объекта бизнеса на продажу (по запросам покупателя, или без них), предварительная оценка бизнеса, сопровождение сделки купли-продажи готового бизнеса (медиация переговорного процесса и юридическое сопровождение сделки). Бизнес-брокерские компании получают вознаграждение за оказанные услуги по мере завершения сделки, гонорар рассчитывается, как процент от сделки. Распространенные синонимы этого же понятия: агентство по продаже бизнеса, агентство готового бизнеса, бизнес брокерская компания, брокерские компании, магазин готового бизнеса.

## История развития рынка бизнес-брокерских услуг
Купля-продажа бизнеса имела место с момента появления бизнеса в России. Но датой выделения отдельной профессии бизнес-брокера можно считать 1996 год (Гражданский кодекс РФ (ГК РФ) от 26.01.1996 N 14-ФЗ — Часть 2, П. 8, Продажа предприятия, Статья 559. Договор продажи предприятия), с этого же периода началось накопление базы знаний по технологиям и процедурам продаж, появились первые узкоспециализированные бизнес-брокерские компании. Темпы роста и потенциал сферы ежегодно увеличиваются. Например, объём рынка купли-продажи объектов среднего и крупного бизнеса в первом полугодии 2014 году по сравнению с аналогичным периодом 2013 года вырос на 15 % и составил 2 млрд долларов США.

## Рынок готового бизнеса и слияний и поглощений
Бизнес-брокер осуществляет деятельность в полях двух смежных рынков: рынка готового бизнеса и рынка слияний и поглощений (M&A). Принято считать, что рынок готового бизнеса — это купля-продажа бизнеса до 1 млн долларов США, сделки по купле-продаже бизнеса стоимостью дороже 1 млн долларов принято относить к сделкам слияния и поглощения (M&A). Рынок бизнес-брокерских услуг более развит в крупных городах (Москва, Санкт-Петербург, Новосибирск, Екатеринбург, Самара и тд). В Москве брокерские компании (агентства по продаже бизнеса) проводят более 50 % всех сделок. В Петербурге в 2013 году компаниями по продаже готового бизнеса было совершено около 2 тыс. сделок купли-продажи бизнеса, что составляет 25-30 % от общего количества на этой территории.

## Процедура проведения сделки купли-продажи бизнеса
Процедура проведения сделки купли-продажи бизнеса, сопровождаемая бизнес-брокерам на рынке РФ проходит в несколько этапов ISBN 978-5-222-22044-3:
1. Устная договоренность между продавцом и покупателем бизнеса о купле-продаже объекта бизнеса.
2. Заключение предварительного договора купли-продажи бизнеса.
3. Передача залога (до 30 % от суммы сделки) за покупаемый бизнес.
4. Детальное знакомство покупателя с покупаемым объектом бизнеса, оценка, знакомство с персоналом и бизнес процессами, аудит.
5. Основной договор купли-продажи бизнеса.

Процедуре проведения сделки купли-продажи бизнеса может предшествовать оценка бизнеса. Для малого и среднего бизнеса, определяющими цену факторами, являются: окупаемость, затраты ресурсов, деперсонификация бизнеса (для передачи связей и отношений). Результат неформальной оценки очень сильно зависит от субъективного мнения заинтересованного лица, например покупателя. При оценке бизнеса следует обратить внимание на состояние техники и оборудования, текущий износ, на порядок в бухгалтерской и налоговой отчетности. Немаловажным является и репутация компании, юридическая благонадежность.

## Аналитика рынка готового бизнеса
Более всего на рынке готового бизнеса на продажу выставлено объектов торговли (торговые точки), данные 2014 г. 25 % сопровождаемых бизнес-брокерами сделок купли-продажи готового бизнеса приходятся на магазины, ларьки, палатки разного профиля. Спрос на рынке готового бизнеса можно оценить как перманентно неудовлетворенный.

##### Высокий спрос
1. Автомойки 14,2 %
2. Торговля 13 %
3. Общепит 12 %
4. Гостиницы 11,5 %
5. Салоны красоты и фитнес 10,9 %

##### Высокое предложение
1. Торговля 20 %
2. Общепит 17,8 %
3. Сервис и услуги 8,9 %
4. Салоны красоты и фитнес 8,5 %
5. Производство 7 %

##### Удовлетворенный спрос
1. Торговля 25 %
2. Сервис и услуги 19,1 %
3. Гостиницы 17,6 %
4. Салоны красоты и фитнес 16,1 %
5. Общепит 16,1 %

##### Низкий спрос
1. Бизнес за рубежом 0,2 %
2. СМИ 0,23 %
3. Карьеры и месторождения 0,25 %

##### Низкое предложение
1. Карьеры и месторождения 0,14 %
2. Банковская и страховая деятельность 0,28 %
3. Бизнес за рубежом 0,28 %[4]
4. Нефтегазовая промышленность 0,09 %

#### Тенденции
Одна из тенденций рынка готового бизнеса 2014—2015 годов — увеличение числа бизнес-брокеров.

## Примечание
1. ↑  Гражданский кодекс РФ (ГК РФ) от 26.01.1996 N 14-ФЗ - Часть 2, § 8. Продажа предприятия, Статья 559. Договор продажи предприятия. Дата обращения: 24 марта 2015. Архивировано 21 марта 2015 года.
2. ↑  Крупные производства – самые инвестиционно привлекательные объекты на рынке готового бизнеса в РФ. Эксперт Северо-Запад (13 октября 2014). Архивировано из оригинала 20 декабря 2014 года.
3. ↑  Марина Акатова. Прийти на готовенькое. КоммерсантЪ (19 мая 2014). Дата обращения: 24 марта 2015. Архивировано 2 апреля 2015 года.
4. 1 2  В сделках на рынке готового бизнеса занимают в основном торговые точки: 25% всех проданных объектов - магазины, ларьки, палатки. Эксперт Северо-Запад (25 августа 2014). Дата обращения: 24 марта 2015. Архивировано из оригинала 2 апреля 2015 года.
5. ↑  Петр Кассин. Рынку готового бизнеса пророчат рост // КоммерсантЪ : газета. — 2015. — № №105 от 18.06.2015. Архивировано 9 июля 2015 года.